# Benjamin Van Durmen
Benjamin Van Durmen (Tournai, 20 marzo 1997) è un calciatore belga, centrocampista dell'UTA Arad.

## Caratteristiche tecniche
È un centrocampista centrale.

## Carriera

### Club
Cresciuto nelle giovanili del R.E. Mouscron, ha esordito il 7 maggio 2016 in occasione del match di campionato perso 3-2 contro il Kortrijk.